# Ho fatto due etti e mezzo, lascio?
Ho fatto due etti e mezzo, lascio? è un album live di Elio e le Storie Tese pubblicato nel 2004

## Produzione
È il primo CD Brulé prodotto dal gruppo nonché prima esperienza di Instant CD italiana. Le copie della registrazione venivano distribuite alla fine del concerto in una custodia di cartoncino.
Il primo CD Brulé in assoluto è stato registrato il giorno 11 marzo 2004 presso il Teatro Impero a Varese.
Registrato da Franco Cufone o Alex Trecarichi, mixato da Rodolfo Foffo Bianchi e Giacomo Plotegher.
Sono state registrate tre differenti versioni, descritte in seguito.

## Musicisti
- Elio - Voce, flauto traverso, chitarra ritmica
- Rocco Tanica aka Il nuovo boosta - tastiera, voce addizionale
- Cesareo - chitarra elettrica, campanaccio, voce addizionale
- Faso - basso, voce addizionale
- Christian Meyer - batteria
- Uomo - tastiera, voce addizionale
- Mangoni/MC Mangoni - artista a sé

## Volume 1

### Elenco tracce
1. Carro
2. Psichedelia
3. Cartoni animati giapponesi
4. La ditta
5. La vendetta del fantasma formaggino
6. Nubi di ieri sul nostro domani odierno (abitudinario)
7. Catalogna
8. Cateto
9. Burattino senza fichi
10. Mio cuggino
11. Largo al factotum

### Luoghi e date di registrazione
- Varese 11/03/2004
- Trezzo D'Adda 12/03/2004
- Verona 13/03/2004
- Parma 16/03/2004
- Belluno 18/03/2004
- Chiari 19/03/2004
- Torino 21/03/2004
- La Spezia 30/04/2004
- Genova 01/05/2004
- Mirandola 16/05/2004
- Savignano 23/05/2004
- Roma 21/06/2004
- Collegno 23/06/2004
- Seano Carmignano 29/06/2004
- Montichiari 03/07/2004
- Cagliari 29/07/2004
- Macomer 30/07/2004

## Volume 2

### Elenco tracce
1. John Holmes
2. Essere donna oggi
3. Pipppero®
4. Lo stato A, lo stato B
5. El Pube
6. Il vitello dai piedi di balsa
7. Il vitello dai piedi di balsa (reprise)
8. Uomini col borsello
9. Né carne né pesce
10. Supergiovane

### Date e luogo di registrazione
- S. Giovanni in Persiceto 04/07/2004
- Milano 09/07/2004
- Ascoli Piceno 11/07/2004
- Vinadio 16/07/2004
- Caldogno 17/07/2004
- Carpi 21/07/2004
- Tavagnacco 22/07/2004
- Bardonecchia 24/07/2004
- Montalto di Castro 26/07/2004
- Loano 04/08/2004
- Riccione 05/08/2004
- Lari 06/08/2004
- Rispescia 07/08/2004
- Capo di Ponte 28/08/2004

## Volume 3

### Elenco tracce
1. Farmacista
2. Pork e Cindy
3. Milza
4. Born to be Abramo
5. Il rock and roll
6. Cassonetto differenziato per il frutto del peccato
7. Evviva
8. La visione
9. Servi della gleba
10. Ocio ocio
11. Cara ti amo

### Date e luogo di registrazione
- Policoro 31/08/2004
- Reggio Emilia 04/09/2004
- Mantova 10/09/2004
- Cernusco sul Naviglio 17/09/2004
- Pray Biellese 18/09/2004
- Cardano al Campo 25/09/2004
- Riolo Terme 29/09/2004
- Padova 02/10/2004
- Milano 30/10/2004
- Bergamo 31/12/2004

## Rolling Stone Edition
Ho fatto 2 etti e mezzo, lascio? - Rolling Stone Edition è una versione uscita nel 2004 in allegato alla rivista Rolling Stone (n. 14, dicembre 2004), contiene alcune canzoni tratte dal cofanetto.

### Tracce
1. Farmacista - 4:20 (live in Mantova 10/09/2004)
2. Psichedelia - 5:31 (live in Collegno 23/06/2004)
3. Cartoni animati giapponesi - 4:48 (live in Torino 21/03/2004)
4. La ditta - 3:08 (live in Montichiari 3/07/2004)
5. La vendetta del Fantasma Formaggino - 8:49 (live in Torino 21/03/2004)
6. Cateto - 5:24 (live in Macomer 30/07/2004)
7. Cara ti amo - 7:55 (live in Padova 2/10/2004)
8. Lo stato A, lo stato B - 4:30 (live in Lari 6/08/2004)
9. Born to be Abramo - 5:21 (live in Padova 2/10/2004)
10. Il rock and roll - 6:07 (live in Cernusco S/N 17/09/2004)
11. Evviva - 1:11 (live in Reggio Emilia 4/09/2004)
12. La visione - 4:55 (live in Mantova 10/09/2004)
13. Largo al factotum - 5:17 (live in Collegno 23/06/2004)